# Vieilles-Maisons-sur-Joudry
Vieilles-Maisons-sur-Joudry ist eine französische Gemeinde mit 621 Einwohnern (Stand: 1. Januar 2022) im Département Loiret in der Region Centre-Val de Loire. Sie ist Teil des Kantons Lorris im Arrondissement Montargis. Die Einwohner werden Vetula-Domussiens genannt.

## Geographie
Vieilles-Maisons-sur-Joudry liegt etwa 44 Kilometer östlich von Orléans und am Canal d’Orléans. Umgeben wird Vieilles-Maisons-sur-Joudry von den Nachbargemeinden Châtenoy im Norden und Nordwesten, Coudroy im Norden und Osten, Lorris im Osten und Südosten, Bray-en-Val im Süden und Südwesten sowie Bouzy-la-Forêt im Westen.

## Bevölkerungsentwicklung
| 1962                       | 1968 | 1975 | 1982 | 1990 | 1999 | 2006 | 2018 |
| -------------------------- | ---- | ---- | ---- | ---- | ---- | ---- | ---- |
| 317                        | 332  | 353  | 336  | 345  | 462  | 558  | 636  |
| Quellen: Cassini und INSEE |      |      |      |      |      |      |      |

## Sehenswürdigkeiten

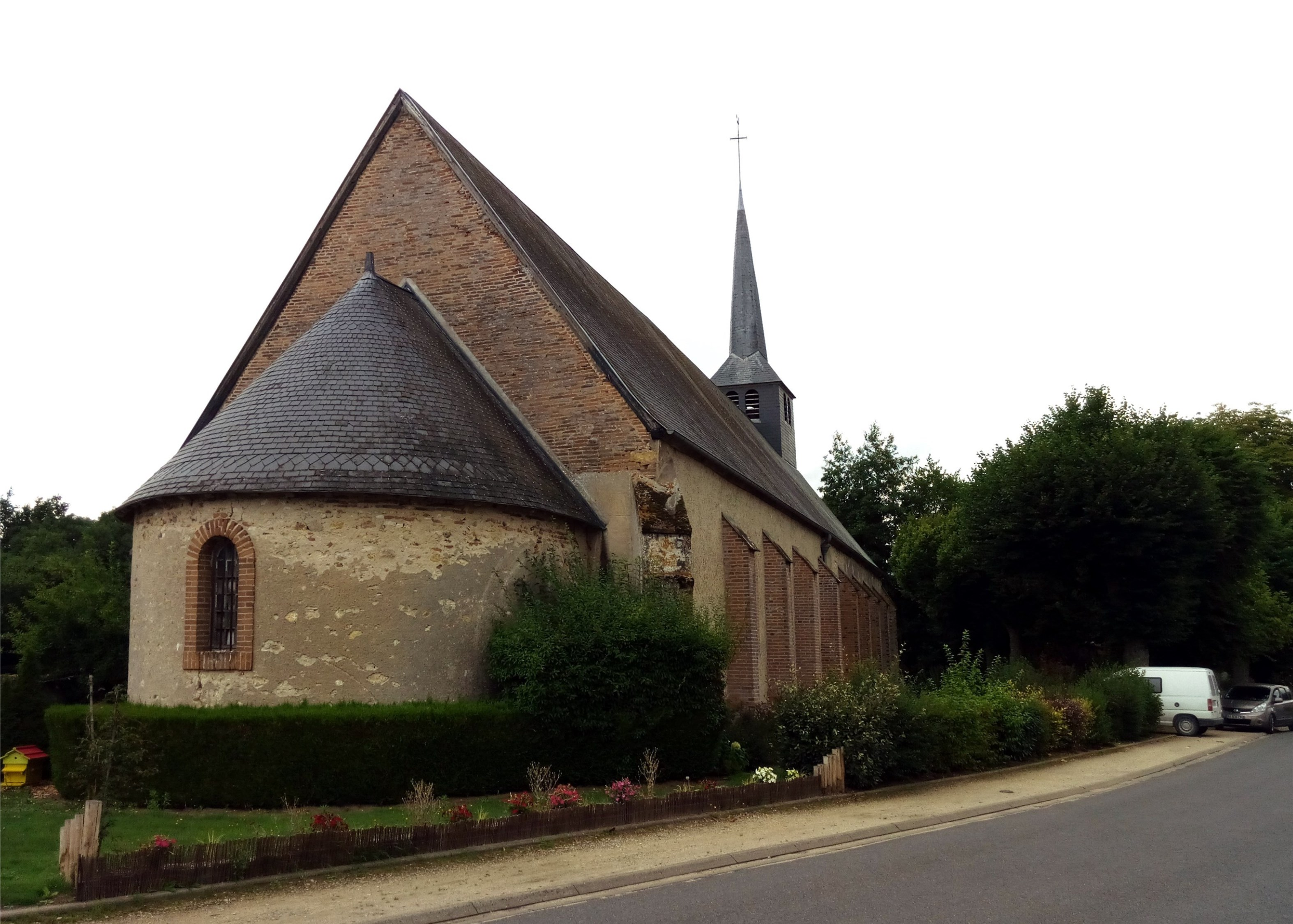
Kirche Saint-Pierre

- Kirche Saint-Pierre